# Centomila martiri di Tbilisi

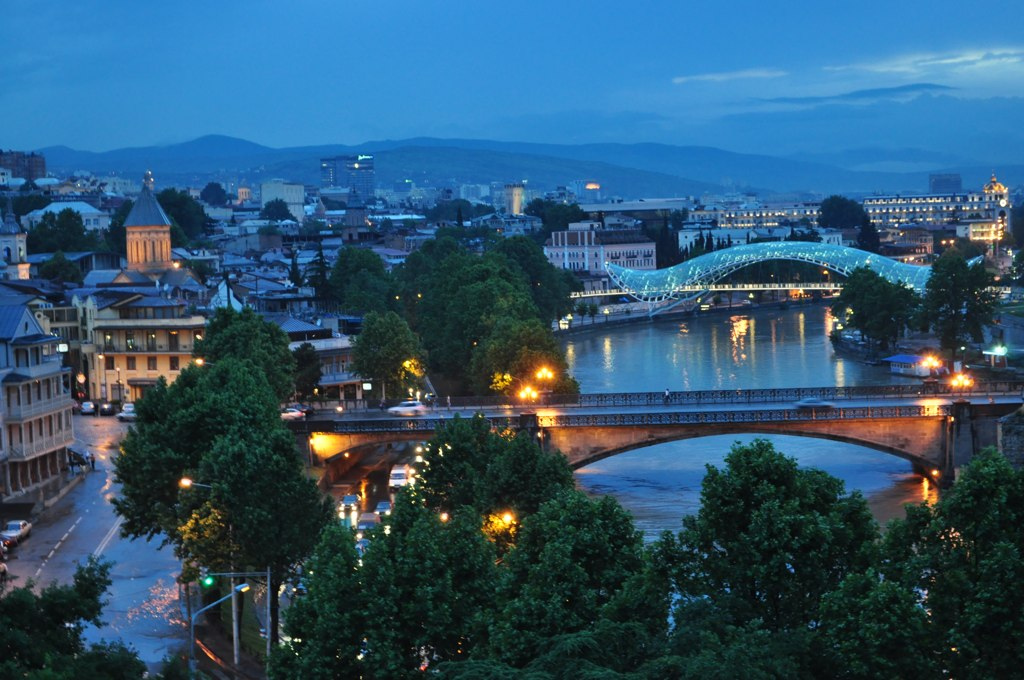
Il ponte di Metekhi nella Vecchia Tbilisi. Tradizionalmente considerato il luogo in cui si verificò l'eccidio contro i cristiani nel 1227.

I centomila martiri di Tbilisi (in georgiano ასი ათასი მოწამე?) sono dei santi venerati dalla Chiesa ortodossa georgiana. Secondo le Cronache georgiane del XIV secolo, chiamata "Cronaca di cento anni", furono messi a morte per non aver rinnegato la fede cristiana a seguito della presa di Tbilisi da parte dello scià corasmio Jalal al-Din nel 1227. La Chiesa ortodossa georgiana li commemora il 13 novembre (31 ottobre del calendario giuliano).

## Storia
Le strade di Jalal al-Din e del Regno di Georgia si incrociarono per la prima volta nel 1225, quando l'esercito corasmio inflisse una pesante sconfitta ai georgiani nella città di Garni, ponendo fine al periodo di massimo splendore della Georgia medievale. Nel 1227 Jalal al-Din tornò alla carica. Nel primo giorno di battaglia l'esercito georgiano riuscì a respingere la presa di Tbilisi. La notte seguente, tuttavia, un gruppo di persiani aprì segretamente le porte della città consentendo agli invasori di entrare. Nella "Cronaca di cento anni" il giorno dell'invasione viene descritto come il più terribile momento della storia georgiana. In tale manoscritto anonimo si legge: "le parole sono incapaci di illustrare la distruzione provocata dal nemico: strappando i neonati dal grembo delle madri, sbatterono le loro teste contro il ponte, osservando i loro occhi cadere dai crani..". Gli storici musulmani Ibn al-Athir e Muhammad al-Nasawi (segretario e biografo dello scià) confermano l'uccisione dei cristiani che si rifiutarono di accettare l'Islam e gli ordini di Jalal al-Din. Secondo la fonte georgiana il sovrano invasore impose la distruzione della cupola della cattedrale Sioni, al fine di far costruire il proprio trono. Per suo ordine le icone raffiguranti Gesù e la Vergine Maria furono portate sul ponte di Metekhi, affinché i cristiani venissero costretti a sputargli sopra. Coloro che lo fecero si videro la vita risparmiata, mentre gli altri furono decapitati. La cronaca georgiana indica il numero delle vittime con il termine ათნი ბევრნი (at'ni bevri). La prima parte del numerale, at'ni, significa "dieci". La seconda parte, bevr-i, in georgiano moderno significa "molti", ma è anche un termine obsoleto per indicare "diecimila". Nel 1768 il Catholicos Patriarca e noto storico della Chiesa georgiana Antonio I, basandosi sulla cronaca medievale, compose l'opera agiografica "Lode e narrazione", dedicata alle vittime del massacro, e la incluse nella raccolta "Martirika", contenente altri diciannove racconti di santi martiri georgiani.